# Grand Prix Bahrajnu 2008
Grand Prix Bahrajnu 2008 (IV Gulf Air Bahrain Grand Prix) byl třetí závod 59. ročníku mistrovství světa vozů Formule 1, historicky již 788. grand prix. Závod se konal na okruhu Bahrain International Circuit, nedaleko hlavního města Manama, za slunečného počasí, kdy teplota vzduchu byla 29 °C a teplota trati byla 37 °C, při 21% vlhkosti vzduchu.

## Společenské a doprovodné akce

### Společenské akce
Volný čas před závodním víkendem trávila většina jezdců na různých akcích pořádaných poblíž trati. Zatímco celý tým Renault se věnoval zlepšování fyzické kondice všech jezdců na blízké pláži, oba piloti BMW obdivovali vycvičené dravce místních sokolníků. Půvabná moderátorka Tanja Bauer vyzpovídala Sebastiana Vettela. VIP hosté v boxech byli Hip Hop muzikant Akon, dále soulová zpěvačka Macy Gray, slavný režisér Georgie Lucas, zpěvák Eric Clapton, slavný jockey Frankie Dettori či bývalé hvězdy F1, kromě Niki Laudy, Gerharda Bergera nebo Jackie Stewarta, kteří se v boxech objevují poměrně často přijel i Jacky Ickx a Jody Scheckter.
Deset dívek se utkalo nejen o titul Formula Una (který získala Brunella Harb), ale také o jedno postupové místo do finálového klání v San Paulo, kde bude Bahrajn zastupovat Farah Benni.

### Závody
Součástí závodního víkendu Grand Prix Bahrajnu byl i závod asijské série GP2, v hlavním závodě zvítězil Romain Grosjean z týmu ART Grand Prix a zajistil si tak v předstihu první titul asijského šampióna GP2. Ve sprintu pak dominoval Japonec Kamui Kobajaši ze stáje DAMS. Poprvé se divákům F1 představila nová série Lumina CSV ve které se bojovalo o titul mistra Středního Východu. V Bahrajnu se jel poslední závod 12dílné série, závod vyhrál Shaikh Hamad, ale titul si zajistil Fahad Al Musalam. Stejně jako v Malajsii byla další sérií Speedcar Series  ve které startuje řada bývalých hvězd formule 1, z vítězství se radoval zvítězil Uwe Alzen, bývalý pilot DTM. Porsche Mobil 1 Supercup byl dalším lákadlem na diváky, v závodě pak dominoval Holanďan Jan Bleekemoelen’s stejně jako Damien Faulkner v první jízdě.

## Průběh závodu

### Tréninky

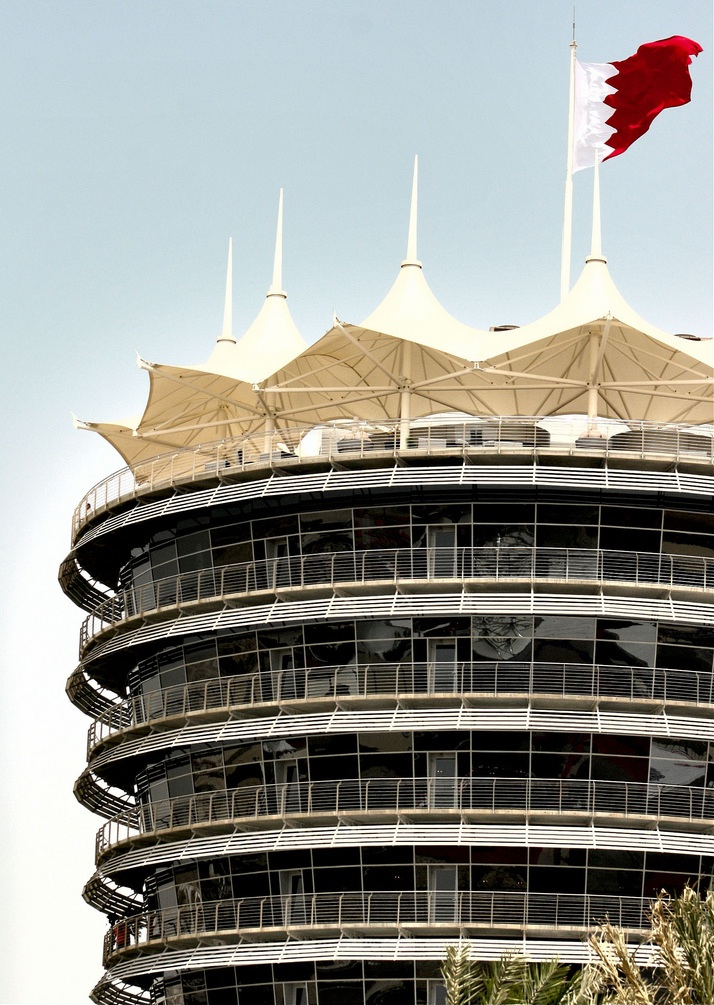
Zajímavá architektura bahrajnského okruhu.

Třetí závodní víkend zahájili nejlépe jezdci v rudých vozech. V dopoledním pátečním tréninku byl nejrychlejší Felipe Massa s casem 1:32,233 před svým stájovým kolegou Kimim Räikkönem, který ztratil více než jednu desetinu sekundy. Na pomyslné stupně vítězů je doprovodil Nico Rosberg s vozem Williams, který překonal Hamiltona v závěrečných minutách tréninku. Hamilton na čtvrtém místě ztrácel na Ferrari téměř půl sekundy. Přední stáje se na trati objevily až po půl hodině měřeného tréninku, takticky vyčkávali až ostatní vozy očistí trať od písku a povrch asfaltu pogumovali.
Předsezonní testy Ferrari na tomto okruhu se opravdu vyplatily, vozy italské stáje dokázaly i v odpoledním tréninku zajíždět nejrychlejší časy a oba piloti obsadili první dvě příčky. Felipe Massa, vítěz Grand Prix Bahrajnu 2007, zajel nejrychlejší čas dne, 1:31,420. Zatímco druhý účastník předsezonních testů, tým Toyota, dokázal zajet pouze 14 respektive 15 čas dne. Za duem ze stáje vzpínajícího se koníka, skončila dvojice pilotu z McLarenu přičemž lepším z této dvojice byl finský pilot Heikki Kovalainen. Lewis Hamilton prožil nejhorší okamžiky pátečního dne, když asi 10 minut před koncem dostal jeho monopost smyk na obrubníku a zastavil se až o bariéru. Jeho McLeren byl ve stavu šrotu, on sám vyvázl bez zranění. Piloty Ferrari a McLarenu doplnili ještě Robert Kubica a Nico Rosberg. Vozy Williams, které v předchozí velké ceně prožívaly hlubokou krizi, se v Bahrajnské poušti drželi nečekaně vysoko, Rosberga na šestém místě doprovodil do první desítky i Kazuki Nakadžima osmým časem. Do první desítky se vtěsnal ještě David Coulthard, Sebastien Bourdais a Nelson Piquet. Nečekaně se tam neprobojoval ani Alonso ani Heidfeld.
Sobotní trénink byl plný nečekaných překvapení, stabilní výsledky podával pouze Felipe Massa, který zajel druhý nejrychlejší čas. Nejrychlejším pilotem byl Nico Rosberg s Williamsem, další překvapivý výkon podal Mark Webber (3.) a také Jarno Trulli (4.). Až devátý čas zajel úřadující mistr světa Kimi Räikkönen na Ferrari, ale ještě hůře dopadli oba piloti McLarenu Kovalainen byl desátý a Hamilton až 18. Lewis Hamilton riskoval trest, když se po nehodě v předchozím tréninku nedostavil k povinné lékařské kontrole. To že se Williamsu v Bahrajnu opravdu daří potvrdil i Kazuki Nakadžima. Fernando Alonso i Nick Heidfeld znovu zůstali v hluboko ve spodní části výsledkové listiny.

### Kvalifikace
Robert Kubica zvítězil v kvalifikaci na Grand Prix Bahrajnu, získal tak své první pole positions a zároveň se stal 90. pilotem, kterému se to povedlo. Favoritem kvalifikace byl Felipe Massa, který zajel nejrychlejší časy v prvních dvou částech, ale v závěrečné části ztratil na Kubicu pouhých 27 tisícin sekundy. Nejprve se spekulovalo o menším množství paliva ve voze BMW, což se následně potvrdilo při prvních zastávkách v boxech, kam Kubica zamířil o celé čtyři kola dříve než Felipe Massa. První část kvalifikace vyřadila ze hry Davida Coultharda, Giancarlo Fisichellu, Sebastiena Vettela, Adriana Sutila a obě Super Aguri pilotované Satem a Davidsonem. Hned v počátku se do čela vyhoupl mladý brazilský pilot Piquet až do poloviny vymezeného času než ho překonal Jarno Trulli. Ale ani Ital se na čele neudržel neboť se na trať vydaly oba vozy McLaren a jak Hamilton tak Kovalainen šli před pilota Toyoty. Téměř vzápětí Trulliho překonal i Alonso. Závěr kvalifikace zkomplikoval Takuma Sato, který dostal smyk v poslední zatáčce a narazil do bariéry. Komisaři nejprve vyvěsili žluté vlajky, ale situace byla vážnější a tak přišly na řadu vlajky červené. Nejrychlejší byl nakonec Massa, který zajel o 8 desetin lepší čas než Hamilton, diskutabilní je pouze fakt, že Massa své měřené kolo zajel při žlutých vlajkách, vedení závodu, ale nesáhlo k žádným sankcím.
Druhá část kvalifikace byla dlouho dobu pouze hrou nervů a první vůz se na trati objevil až 20 minut před koncem kvalifikace. Nejlépe zajeli oba vozy Ferrari Massa a Räikkönen, mezi ně se nejprve vklínil Hamilton. Hamilton dokázal překonat ještě jeho týmový kolega Kovalainen a nakonec i obě BMW. Do další části se nedostal Webber, Barrichello, Glock, Piquet, Bourdais a Nakadžima.
Do závěrečné části kvalifikace nastupoval jako největší favorit suverén závodního víkendu Felipe Massa. Nakonec bylo vše ovlivněno množstvím paliva v návaznosti na zvolenou strategii pro závod. Již první kola naznačila, že Massův nejvážnější soupeř nebude ani jeho stájový kolega Räikönen (nakonec pátý) ani jezdci McLaren, ale polský pilot Kubica, který ztrácel pouze 11 tisícin sekundy. Rozhodnout mělo poslední měřené kolo. Nejprve šel do čela Hamilton, kterého překonal Kubica a mezi oba se vklínil Massa, který byl ještě v posledním mezičase rychlejší než Polák, ale chyba v úvodu kola ho stála cenné desetiny.

### Závod
Největším problémem Grand prix Bahrajnu je přítomnost písku na trati, ale díky úsilí pořadatelů a také díky předchozím doprovodným závodům, byla trať téměř dokonalá. Poprvé se tak mohl do zavádějícího kola vydat z první pozice polský pilot Robert Kubica a jeho zásluhou také stáj BMW Sauber. Nejlépe odstartoval Felipe Massa, který využil zaváhání Roberta Kubici a proklouzl do čela. Výborně připravený na startovní proceduru byl i Heikki Kovalainen, jenž využil volný levý okraj dráhy a předjel svého krajana Kimi Räikkönena. Naopak jednička McLarenu Lewis Hamilton při zhasnutí červených světel zůstal téměř stát a propadl se z třetího na desáté místo, navíc při nájezdu do první zatáčky šel příliš pozdě na brzdy a pošťouchl před ním jedoucího Alonsa. Při tomto manévru si poškodil přední přítlačné křídlo a musel k mechanikům do boxů a do závodu se vrátil na 18. místě.

## Výsledky
- 4. duben 2008
- Okruh Bahrain International Circuit
- 57 kol x 5,412 km = 308,238 km
- 788. Grand Prix
- 6. vítězství Felipeho Massy
- 203. vítězství pro Ferrari
- 94. vítězství pro Brazílii
- 72. vítězství pro vůz se startovním číslem 2
- 182. vítězství z 2 pozice na startu

| Pozice | č.  | Jezdec               | Vůz               | Kolo | Čas         | Pole | Body | Nej. kolo      | 1. Pitstop   | 2. Pitstop   | 3. Pitstop   |
| ------ | --- | -------------------- | ----------------- | ---- | ----------- | ---- | ---- | -------------- | ------------ | ------------ | ------------ |
| 1      | 2.  | Felipe Massa         | Ferrari F2008     | 57   | 1:31:06,970 | 2    | 10   | 1:33.600       | 21. / 30.536 | 39. / 30.349 |              |
| 2      | 1.  | Kimi Räikkönen       | Ferrari F2008     | 57   | +0:03,339   | 4    | 8    | 1:33.709 (4.)  | 20. / 31.237 | 38. / 29.958 |              |
| 3      | 4.  | Robert Kubica        | BMW Sauber F1.08  | 57   | +0:04,998   | 1    | 6    | 1:33.775 (5.)  | 17. / 30.683 | 41. / 28.763 |              |
| 4      | 3.  | Nick Heidfeld        | BMW Sauber F1.08  | 57   | +0:08,409   | 6    | 5    | 1:33.565       | 21. / 30.299 | 45. / 27.678 |              |
| 5      | 23. | Heikki Kovalainen    | McLaren MP4-23    | 57   | +0:26,789   | 5    | 4    | 1:33.193       | 21. / 31.307 | 47. / 28.531 |              |
| 6      | 11. | Jarno Trulli         | Toyota TF108      | 57   | +0:41,314   | 7    | 3    | 1:34.204 (7.)  | 20. / 30.508 | 43. / 28.243 |              |
| 7      | 10. | Mark Webber          | Red Bull RB4      | 57   | +0:45,473   | 11   | 2    | 1:34.305 (8.)  | 22. / 30.197 | 42. / 28.810 |              |
| 8      | 7.  | Nico Rosberg         | Williams FW30     | 57   | +0:55,889   | 8    | 1    | 1:34.072 (6.)  | 17. / 30.851 | 40. / 29.297 |              |
| 9      | 12. | Timo Glock           | Toyota TF108      | 57   | +1:09,500   | 13   |      | 1:34.807 (9.)  | 24. / 29.705 | 44. / 29.033 |              |
| 10     | 5.  | Fernando Alonso      | Renault R28       | 57   | +1:17,181   | 10   |      | 1:35.194 (13.) | 20. / 29.062 | 37. / 30.132 |              |
| 11     | 17. | Rubens Barrichello   | Honda RA108       | 57   | +1:17,862   | 12   |      | 1:34.855 (10.) | 22. / 29.802 | 42. / 28.183 |              |
| 12     | 21. | Giancarlo Fisichella | Force India VJM01 | 56   | +1 kolo     | 18   |      | 1:35.057 (11.) | 22. / 30.731 | 42. / 29.762 |              |
| 13     | 22. | Lewis Hamilton       | McLaren MP4-23    | 56   | +1 kolo     | 3    |      | 1:35.520 (19.) | 2. / 33.797  | 31. / 31.699 |              |
| 14     | 8.  | Kazuki Nakadžima     | Williams FW30     | 56   | +1 kolo     | 16   |      | 1:35.433 (17.) | 32. / 32.141 |              |              |
| 15     | 14. | Sébastien Bourdais   | Toro Rosso STR2B  | 56   | +1 kolo     | 15   |      | 1:35.333 (15.) | 23. / 31.456 | 38. / 29.914 |              |
| 16     | 19. | Anthony Davidson     | Super Aguri SA08  | 56   | +1 kolo     | 21   |      | 1:35.324 (14.) | 24. / 30.979 | 43. / 30.085 |              |
| 17     | 18. | Takuma Sató          | Super Aguri SA08  | 56   | +1 kolo     | 22   |      | 1:35.891 (20.) | 25. / 29.843 | 44. / 30.289 |              |
| 18     | 9.  | David Coulthard      | Red Bull RB4      | 56   | +1 kolo     | 17   |      | 1:35.351 (16.) | 2. / 34.912  | 20. / 38.380 | 40. / 28.964 |
| 19     | 20. | Adrian Sutil         | Force India VJM01 | 55   | +2 kola     | 20   |      | 1:35.442 (18.) | 1. / 37.740  | 26. / 30.544 | 37. / 37.713 |
| Pozice | č.  | Odstoupili           | Vůz               | Kolo | Důvod       | Pole | Body | Nej. kolo      | 1. Pitstop   | 2. Pitstop   | 3. Pitstop   |
| Ret    | 6.  | Nelson Piquet jr.    | Renault R28       | 40   | Převodovka  | 14   |      | 1:35.129 (12.) | 17. / 29.583 | 35. / 30.368 |              |
| Ret    | 16. | Jenson Button        | Honda RA108       | 19   | Kolize      | 9    |      | 1:36.125 (21.) | 1. / 32.397  | 18. / 35.618 |              |
| Ret    | 15. | Sebastien Vettel     | Toro Rosso STR2B  | 0    | Kolize      | 19   |      |                |              |              |              |

- žlutě – nejrychlejší pitstop
- zeleně – nejpomalejší pitstop
- červeně – Neplánovaná zastávka

## Nejrychlejší kolo
Heikki Kovalainen- McLaren MP4-23-1:33,193
- 2. nejrychlejší kolo Heikki Kovalainena
- 136. nejrychlejší kolo pro McLaren
- 55. nejrychlejší kolo pro Finsko
- 3. nejrychlejší kolo pro vůz se startovním číslem 23

Vývoj nejrychlejšího kola Archivováno 11. 5. 2008 na Wayback Machine.
| Kolo     | Čas      | Jezdec            | Vůz     |
| 49. kolo | 1:33,193 | Heikki Kovalainen | McLaren |
| -------- | -------- | ----------------- | ------- |
| 48. kolo | 1:33.6   | Nick Heidfeld     | BMW     |
| 38. kolo | 1:33.6   | Felipe Massa      | Ferrari |
| 35. kolo | 1:33.7   | Kimi Räikkönen    | Ferrari |
| 34. kolo | 1:33.9   | Felipe Massa      | Ferrari |
| 32. kolo | 1:34.1   | Kimi Räikkönen    | Ferrari |
| 31. kolo | 1:34.1   | Kimi Räikkönen    | Ferrari |
| 20. kolo | 1:34.2   | Felipe Massa      | Ferrari |
| 18. kolo | 1:34.2   | Felipe Massa      | Ferrari |
| 17. kolo | 1:34.2   | Kimi Räikkönen    | Ferrari |
| 15. kolo | 1:34.3   | Kimi Räikkönen    | Ferrari |
| 14. kolo | 1:34.4   | Kimi Räikkönen    | Ferrari |
| 12. kolo | 1:34.6   | Felipe Massa      | Ferrari |
| 7. kolo  | 1:34.6   | Felipe Massa      | Ferrari |
| 6. kolo  | 1:35.4   | Kimi Räikkönen    | Ferrari |
| 6. kolo  | 1:35.5   | Felipe Massa      | Ferrari |
| 5. kolo  | 1:36.2   | Robert Kubica     | BMW     |
| 1. kolo  | 1:36.4   | Felipe Massa      | Ferrari |

## Vedení v závodě
| Kola       | Km         | Jezdec        | %     |
| ---------- | ---------- | ------------- | ----- |
| 1-39 kolo  | 211.068 km | Felipe Massa  | 68,5% |
| 40-41 kolo | 10.824 km  | Robert Kubica | 3,5%  |
| 42-45 kolo | 21.648 km  | Nick Heidfeld | 7%    |
| 46-57 kolo | 64.944 km  | Felipe Massa  | 21%   |

| Massa | K | H | Massa |
| ----- | - | - | ----- |

## Postavení na startu
Robert Kubica- BMW-1:33.096
- 1. Pole position Roberta Kubici
- 1. Pole position pro BMW
- 1. Pole position pro Polsko
- 32. Pole position pro vůz se startovním číslem 4

|                                                         |                                                            | Kvalifikace III.                   | Kvalifikace II.                        | Kvalifikace I.                            |
| ------------------------------------------------------- | ---------------------------------------------------------- | ---------------------------------- | -------------------------------------- | ----------------------------------------- |
| _______1_______ Robert Kubica BMW 1:33.096              |                                                            | Robert Kubica BMW 1:33.096         | Felipe Massa Ferrari 1:31.188          | Felipe Massa Ferrari 1:31.937             |
|                                                         | _______2_______ Felipe Massa Ferrari 1:33.123              | Felipe Massa Ferrari 1:33.123      | Heikki Kovalainen McLaren 1:31.718     | Jarno Trulli Toyota 1:32.493              |
| _______3_______ Lewis Hamilton McLaren 1:33.292         |                                                            | Lewis Hamilton McLaren 1:33.292    | Robert Kubica BMW 1:31.745             | Kimi Räikkönen Ferrari 1:32.652           |
|                                                         | _______4_______ Kimi Räikkönen Ferrari 1:33.418            | Kimi Räikkönen Ferrari 1:31.909    | Nick Heidfeld BMW 1:33.137             | Lewis Hamilton McLaren 1:32.750           |
| _______5_______ Heikki Kovalainen McLaren 1:33.488      |                                                            | Heikki Kovalainen McLaren 1:33.488 | Lewis Hamilton McLaren 1:31.922        | Jenson Button Honda 1:32.793              |
|                                                         | _______6_______ Nick Heidfeld BMW 1:33.737                 | Nick Heidfeld BMW 1:33.737         | Kimi Räikkönen Ferrari 1:31.933        | Timo Glock Toyota 1:32.800                |
| _______7_______ Jarno Trulli Toyota 1:33.994            |                                                            | Jarno Trulli Toyota 1:33.994       | Jarno Trulli Toyota 1:32.159           | Robert Kubica BMW 1:32.893                |
|                                                         | _______8_______ Nico Rosberg Williams 1:34.015             | Nico Rosberg Williams 1:34.015     | Nico Rosberg Williams 1:32.185         | Nico Rosberg Williams 1:32.903            |
| _______9_______ Jenson Button Honda 1:35.057            |                                                            | Jenson Button Honda 1:35.057       | Fernando Alonso Renault 1:32.345       | Rubens Barrichello Honda 1:32.944         |
|                                                         | _______10_______ Fernando Alonso Renault 1:35.115          | Fernando Alonso Renault 1:35.115   | Jenson Button Honda 1:32.362           | Fernando Alonso Renault 1:32.947          |
| _______11_______ Mark Webber Red Bull 1:32.371          |                                                            |                                    | Mark Webber Red Bull 1:32.371          | Nelson Piquet Jr. Renault 1:32.975        |
|                                                         | _______12_______ Rubens Barrichello Honda 1:32.508         |                                    | Rubens Barrichello Honda 1:32.508      | Heikki Kovalainen McLaren 1:33.057        |
| _______13_______ Timo Glock Toyota 1:32.528             |                                                            |                                    | Timo Glock Toyota 1:32.528             | Nick Heidfeld BMW 1:33.137                |
|                                                         | _______14_______ Nelson Piquet Jr. Renault 1:32.790        |                                    | Nelson Piquet Jr. Renault 1:32.790     | Mark Webber Red Bull 1:33.194             |
| _______15_______ Sébastien Bourdais Toro Rosso 1:32.915 |                                                            |                                    | Sébastien Bourdais Toro Rosso 1:32.915 | Kazuki Nakadžima Williams 1:33.386        |
|                                                         | _______16_______ Kazuki Nakadžima Williams 1:32.943        |                                    | Kazuki Nakadžima Williams 1:32.943     | Sébastien Bourdais Toro Rosso 1:33.415    |
| _______17_______ David Coulthard Red Bull 1:33.433      |                                                            |                                    |                                        | David Coulthard Red Bull 1:33.433         |
|                                                         | _______18_______ Giancarlo Fisichella Force India 1:33.501 |                                    |                                        | Giancarlo Fisichella Force India 1:33.501 |
| _______19_______ Sebastian Vettel Toro Rosso 1:33.562   |                                                            |                                    |                                        | Sebastian Vettel Toro Rosso 1:33.562      |
|                                                         | _______20_______ Adrian Sutil Force India 1:33.845         |                                    |                                        | Adrian Sutil Force India 1:33.845         |
| _______21_______ Anthony Davidson Super Aguri 1:34.140  |                                                            |                                    |                                        | Anthony Davidson Super Aguri 1:34.140     |
|                                                         | _______22_______ Takuma Sato Super Aguri 1:35.725          |                                    |                                        | Takuma Sato Super Aguri 1:35.725          |

## Tréninky
|    | I. Trénink                                |    | II. Trénink                               |    | III. Trénink                              |
| -- | ----------------------------------------- | -- | ----------------------------------------- | -- | ----------------------------------------- |
| 1  | Felipe Massa Ferrari 1:32.233             | 1  | Felipe Massa Ferrari 1:31.420             | 1  | Nico Rosberg Williams 1:32.521            |
| 2  | Kimi Räikkönen Ferrari 1:32.350           | 2  | Kimi Räikkönen Ferrari 1:32.327           | 2  | Felipe Massa Ferrari 1:32.726             |
| 3  | Nico Rosberg Williams 1:32.415            | 3  | Heikki Kovalainen Mclaren 1:32.752        | 3  | Mark Webber Red Bull 1:32.742             |
| 4  | Lewis Hamilton McLaren 1:32.705           | 4  | Lewis Hamilton McLaren 1:32.847           | 4  | Jarno Trulli Toyota 1:32.901              |
| 5  | Heikki Kovalainen Mclaren 1:32.868        | 5  | Robert Kubica BMW 1:32.915                | 5  | David Coulthard Red Bull 1:32.918         |
| 6  | Kazuki Nakadžima Williams 1:33.121        | 6  | Nico Rosberg Williams 1:33.022            | 6  | Kazuki Nakadžima Williams 1:33.020        |
| 7  | Robert Kubica BMW 1:33.333                | 7  | David Coulthard Red Bull 1:33.048         | 7  | Robert Kubica BMW 1:33.024                |
| 8  | Jarno Trulli Toyota 1:33.539              | 8  | Kazuki Nakadžima Williams 1:33.098        | 8  | Nelson Piquet Jr. Renault 1:33.074        |
| 9  | David Coulthard Red Bull 1:33.788         | 9  | Sébastien Bourdais Toro Rosso 1:33.197    | 9  | Kimi Räikkönen Ferrari 1:33.237           |
| 10 | Fernando Alonso McLaren 1:33.815          | 10 | Nelson Piquet Jr. Renault 1:33.247        | 10 | Heikki Kovalainen Mclaren 1:33.367        |
| 11 | Timo Glock Toyota 1:33.929                | 11 | Jenson Button Honda 1:33.710              | 11 | Sébastien Bourdais Toro Rosso 1:33.372    |
| 12 | Mark Webber Red Bull 1:33.950             | 12 | Fernando Alonso McLaren 1:33.755          | 12 | Giancarlo Fisichella Force India 1:33.392 |
| 13 | Nelson Piquet Jr. Renault 1:33.981        | 13 | Mark Webber Red Bull 1:33.782             | 13 | Fernando Alonso McLaren 1:33.445          |
| 14 | Nick Heidfeld BMW 1:34.106                | 14 | Jarno Trulli Toyota 1:33.822              | 14 | Rubens Barrichello Honda 1:33.551         |
| 15 | Sébastien Bourdais Toro Rosso 1:34.235    | 15 | Timo Glock Toyota 1:33.856                | 15 | Timo Glock Toyota 1:33.595                |
| 16 | Sebastian Vettel Toro Rosso 1:34.321      | 16 | Rubens Barrichello Honda 1:33.966         | 16 | Jenson Button Honda 1:33.600              |
| 17 | Giancarlo Fisichella Force India 1:34.892 | 17 | Nick Heidfeld BMW 1:34.023                | 17 | Sebastian Vettel Toro Rosso 1:33.651      |
| 18 | Jenson Button Honda 1:34.915              | 18 | Giancarlo Fisichella Force India 1:34.388 | 18 | Lewis Hamilton McLaren 1:33.659           |
| 19 | Rubens Barrichello Honda 1:35.174         | 19 | Adrian Sutil Force India 1:34.405         | 19 | Adrian Sutil Force India 1:33.857         |
| 20 | Adrian Sutil Force India 1:35.429         | 20 | Sebastian Vettel Toro Rosso 1:34.787      | 20 | Nick Heidfeld BMW 1:34.074                |
| 21 | Anthony Davidson Super Aguri 1:36.145     | 21 | Takuma Sato Super Aguri 1:35.288          | 21 | Anthony Davidson Super Aguri 1:34.591     |
| 22 | Takuma Sato Super Aguri 1:36.536          | 22 | Anthony Davidson Super Aguri 1:35.712     | 22 | Takuma Sato Super Aguri 1:34.952          |

## Zajímavosti
- 20. GP pro Adriana Sutila, Heikki Kovalainena a Lewise Hamiltona
- 25. GP pro Roberta Kubicu
- 1. pole position pro Roberta Kubicu
- 1. pole position pro BMW Sauber
- 75. GP pro BMW Sauber, Super Aguri a Toro Rosso
- Poprvé po 19 závodech v řadě za sebou chyběl pilot stáje McLaren na stupních vítězů (Grand Prix Austrálie 2007 – Grand Prix Malajsie 2008). Tato série je zařadila na třetí místo historických tabulek, první dvě místa patří Ferrari s pódii v 53 závodech, respektive v 22.

| Pole position    | Vítězství     | Nej. kolo         |
| Polsko           | Brazílie      | Finsko            |
| Robert Kubica    | Felipe Massa  | Heikki Kovalainen |
| BMW Sauber F1.08 | Ferrari F2008 | McLaren MP4-23    |
| 1'33.096         | 1:31'06.970   | 1'33.193          |
| 209.281 km/h     | 202.975 km/h  | 209.063 km/h      |
| ---------------- | ------------- | ----------------- |

### Stav MS
- GP – body získané v této Grand Prix

|    | Jezdec             | Body | GP |   | Vůz             | Body | GP |    | Stát           | Body | GP |
| -- | ------------------ | ---- | -- | - | --------------- | ---- | -- | -- | -------------- | ---- | -- |
| 1  | Kimi Räikkönen     | 19   | 8  | 1 | BMW Sauber      | 30   | 11 | 1  | Finsko         | 33   | 12 |
| 2  | Nick Heidfeld      | 16   | 5  | 2 | Ferrari         | 29   | 18 | 2  | Německo        | 23   | 6  |
| 3  | Lewis Hamilton     | 14   |    | 3 | McLaren         | 28   | 4  | 3  | Velká Británie | 14   |    |
| 4  | Heikki Kovalainen  | 14   | 4  | 4 | Williams        | 10   | 1  | 4  | Polsko         | 14   | 6  |
| 5  | Robert Kubica      | 14   | 6  | 5 | Toyota          | 8    | 3  | 3  | Brazílie       | 10   | 10 |
| 6  | Felipe Massa       | 10   | 10 | 6 | Renault         | 6    |    | 6  | Itálie         | 8    | 3  |
| 7  | Jarno Trulli       | 8    | 3  | 7 | Red Bull Racing | 4    | 2  | 7  | Španělsko      | 6    |    |
| 8  | Nico Rosberg       | 7    | 1  | 8 | Toro Rosso      | 2    |    | 8  | Austrálie      | 4    | 2  |
| 9  | Fernando Alonso    | 6    |    |   |                 |      |    | 9  | Japonsko       | 3    |    |
| 10 | Mark Webber        | 4    | 2  |   |                 |      |    | 10 | Francie        | 2    |    |
| 11 | Kazuki Nakadžima   | 3    |    |   |                 |      |    |    |                |      |    |
| 12 | Sébastien Bourdais | 2    |    |   |                 |      |    |    |                |      |    |